# Yutong U11DD
De Yutong U11DD is een elektrisch aangedreven bustype van het Chinese concern Yutong. De U11DD deelt kenmerken met de Yutong E12DD en is ontwikkeld speciaal voor landen met het stuur aan de rechterzijde van het voertuig, zoals Singapore en Verenigd Koninkrijk.

## Inzet
Anno 2025 wordt de Yutong U11DD voornamelijk ingezet in Verenigd Koninkrijk. In januari 2025 werden 74 bussen geleverd aan het Verenigd Koninkrijk. Vanaf januari 2025 volgde nog meer leveringen bij onder andere de First Group.
| Bedrijf             | Aantal              | Status              | Series              | Inzet               | Opmerkingen         | Afbeelding          |
| Verenigd Koninkrijk | Verenigd Koninkrijk | Verenigd Koninkrijk | Verenigd Koninkrijk | Verenigd Koninkrijk | Verenigd Koninkrijk | Verenigd Koninkrijk |
| ------------------- | ------------------- | ------------------- | ------------------- | ------------------- | ------------------- | ------------------- |
| First Group         | 35                  | In dienst           | 30001 - 30035       | Somerset            |                     |                     |
| First Group         | 48                  | In dienst           | 30036 - 30083       | Bristol             |                     |                     |
| Newport Transport   | 2                   | In dienst           | 418 - 419           | Newport             |                     |                     |

## Verglijkbare modellen
- Yutong U10; 10,5m uitvoering
- Yutong U12; 12m uitvoering
- Yutong U12DD; 12m dubbeldekker uitvoering
- Yutong U13; 13m uitvoering
- Yutong U15; 15m uitvoering
- Yutong U18; 18m uitvoering